# Renouveau charismatique catholique
Le renouveau charismatique catholique (RCC), ou mouvement charismatique catholique, est un mouvement de « Réveil catholique » apparu aux États-Unis au milieu des années 1960. À l'image du pentecôtisme dont il est issu, il insiste sur l'expérience personnelle avec Dieu, l'action du Saint-Esprit, ses dons ou charismes (mot dérivé du grec χάρισμα (khárisma) signifiant "grâce, faveur, bienfait"). Ce mouvement cherche à renouveler les moyens d'évangélisation.

## Histoire

### L'influence du pentecôtisme et des Églises protestantes
Né en 1900, le pentecôtisme est un des mouvements de Réveil spirituel bousculant les églises protestantes établies ; il a toutefois une ampleur bien plus grande (plusieurs centaines de millions de pentecôtistes) et s'étend rapidement, bien que rejeté par la plupart des autres Églises.
Il consiste principalement en une reconnaissance de l'action de l'Esprit-Saint et un accueil des dons spirituels tels que décrits dans le Nouveau Testament, en particulier dans les épîtres de Paul.
Au cours des années 1960, le renouveau charismatique met en avant cette « vie dans l'Esprit » dans les Églises protestantes traditionnelles, évangéliques, méthodiste, épiscopalienne, anglicane, aux États-Unis, puis dans le reste du monde.

### L'arrivée du renouveau charismatique dans l'Église catholique
En février 1967, une trentaine d'étudiants de l'université catholique de Duquesne, en Pennsylvanie, durant un weekend d'étude biblique, expérimentent avoir reçu ce qu’ils désignent comme le baptême dans l'Esprit-Saint,,. Cette université, à l'époque parmi les plus pauvres des États-Unis, a été fondée au XIXe siècle par les spiritains. Sa devise est : « C'est l'Esprit qui donne la vie ». Dans son livre qui rassemble de nombreux témoignages des étudiants, Patti Gallagher Mansfield, une des étudiantes, témoigne ainsi de cette expérience « je me suis sentie submergée des pieds à la tête par une conscience profonde de l’amour de Dieu pour moi, personnellement… son amour miséricordieux. J’ai été particulièrement frappée par la folie de l’amour de Dieu. Il est tellement immérité, donné de façon si abondante. Il n’est rien, jamais, que vous et moi puissions faire pour le gagner ou le mériter. Il est donné gratuitement, généreusement, à la mesure de l’abondance de sa miséricorde. Notre Dieu est un Dieu d’amour. Il nous a créés par amour et nous a destinés à l’amour. » Elle cite également un de ses professeurs qui animait le week-end de Duquesne et qui raconta à ses amis : « Je n’ai pas besoin de croire en la Pentecôte : je l’ai vue ».
Le mouvement est accueilli plutôt favorablement par la hiérarchie catholique, intéressée par son dynamisme. Ainsi, le pape Paul VI ayant rappelé en 1973 que la « vie spirituelle des fidèles relève […] de la responsabilité pastorale active de chaque évêque dans son propre diocèse » accepte de recevoir un premier rassemblement des charismatiques en 1975 au cours d'une audience, demandant alors « comment le renouveau ne serait-il pas une chance pour l'Église et pour le monde ? »,.
En 2007, la conférence des évêques de France tente « une analyse »(Archive.org • Wikiwix • Archive.is • Google • Que faire ?) du renouveau charismatique. Les évêques analysent les groupes du renouveau comme « bien intégrés dans les diocèses », « viv[ant] fortement l’œcuménisme », « engag[ées] dans le dialogue interreligieux pour la paix », qu'elles ont à leur actif « de nombreuses réalisations sous la forme de projets de développement et de solidarité ».

### Dénomination utilisées
Le courant spirituel charismatique a reçu plusieurs noms : il est appelé indifféremment « renouveau charismatique » ou « mouvement charismatique » (parfois, les deux termes sont même associés en un « mouvement renouveau charismatique ») quoique le premier terme soit plus courant. Le cardinal Suenens ajoute d'ailleurs que c'est « moins un mouvement dans l'Église que, plutôt, l'Église en mouvement »,
Le pape Paul VI dans son message aux charismatiques du 19 mai 1975, parle d'un « renouveau spirituel ».
Le pape Jean-Paul II, en parlant dans ses diverses allocutions, emploie indifféremment les termes de « renouveau charismatique », de « mouvement charismatique » et de « renouveau dans l'Esprit »,

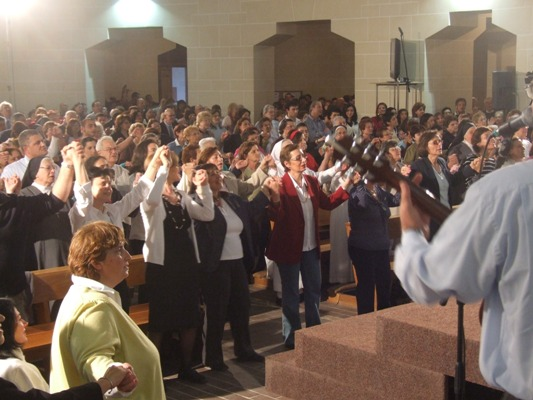
Prière charismatique pour la guérison.

Le pape François invite la propagation de ce « courant de grâce » : « J’attends de vous que vous partagiez avec tous, dans l’Église, la grâce du baptême dans l'Esprit saint » dit-il au renouveau charismatique catholique, les 1er juin 2014 et 30 octobre 2015.
En 2003, The New International Dictionary of Pentecostal and Charismatic Mouvements estimait le nombre des catholiques charismatiques à 120 millions.
À la différence de ce qui s'est passé chez les pentecôtistes, l'émergence du renouveau charismatique n'a pas produit de scission à l'intérieur de l'Église catholique, l'immense majorité des catholiques choisissant de demeurer dans leur église d'origine. Miklós Vető affirme que « contrairement au mouvement pentecôtiste, classique ou contemporain, le renouveau charismatique n’entend pas ajouter de l’inédit, du complémentaire aux structures et aux doctrines traditionnelles des grandes églises historiques, il œuvre plutôt à leur revitalisation, à l’actualisation de leurs potentialités, à la vivification de ce qui paraît démodé, affaibli, voire stérile en elles ».

#### Aux États-Unis
Aux États-Unis, la personnalité de plusieurs leaders (Stephen Clark, Ralph Martin) créa une prééminence de fait de la communauté Word of God, née à Ann Arbor (et qui a parfois reçu abusivement ce nom) depuis sa création au début des années 1970 jusqu'à sa division en 1990.

#### En Europe
Le renouveau charismatique européen se caractérise notamment par la création de communautés, dites « Communautés nouvelles » et de groupes de prières qui permettent de vivre à la fois la vie fraternelle et la « Vie dans l'Esprit ». En France, où les premiers groupes de prière charismatiques apparaissent en 1971, plusieurs communautés charismatiques émergent, certaines, s’établissant durablement dans l’Église (Emmanuel, Chemin-Neuf, Béatitudes, Fondacio, Puits de Jacob…), quand d’autres finissent par péricliter ou sont dissoutes (la Théophanie, le Pain de Vie, la Sainte-Croix…).
Le cardinal Suenens était réservé par rapport au modèle américain de communautés et chercha à favoriser l'émergence de communautés ayant leurs propres structures, plus proches des évêques de leur conférence épiscopale respective, et plus indépendante vis-à-vis du secrétariat international du renouveau que créaient les principaux dirigeants du Word of God.
Toutes les communautés nouvellement créées au sein de l'Église catholique romaine depuis les années 1970 ne se réclament pas nécessairement du renouveau charismatique.
L'insertion des communautés nouvelles dans le paysage ecclésiastique français ne s'est pas fait sans douleur, ces dernières étant dans une phase de croissance démographique continue et se voyant confier de nombreuses missions de la part d'une Église catholique en moyenne plus âgée. Souvent d'ailleurs, ces protestations ne viennent pas tant des communautés initialement présentes que des catholiques « usagers » des lieux,.
Cependant, au cours des années 2000, on peut considérer que les instances ecclésiales catholiques font confiance à la plupart des communautés du Renouveau charismatique. Rick van Lier, dominicain, estime que « l’apport des communautés nouvelles est double. D’une part, elles peuvent apporter un souffle nouveau à ces traditions anciennes. D'autre part, elles peuvent aussi importer des éléments nouveaux qui vont se conjuguer ou s’entrecroiser avec ce qui existe déjà. Je pense en particulier à l’influence du renouveau charismatique, qui a été le terreau d’où sont sorties plusieurs communautés nouvelles ». Le même auteur pousse les communautés nouvelles « à explorer [le] canon 605 du Code de droit canonique de l’Église. Ce canon prévoit la possibilité pour le Saint-Siège de reconnaître de nouvelles formes de vie consacrée. »
Le mouvement s’est aujourd’hui globalement institutionnalisé, certains évêques étant même directement issus de ses rangs comme Michel Santier, fondateur de la communauté Réjouis-toi, Dominique Rey, Guy de Kérimel, et Yves Le Saux, tous les trois issus de la communauté de l’Emmanuel. La CORREF (Conférence des religieux et religieuses de France) a pour sa part choisi un trésorier issu de la Communauté du Chemin-Neuf. L'évêque Étienne Vető est issu de la même communauté.
Rick van Lier estime que « cette force[Laquelle ?] a aussi son revers et [que] certaines expériences des dernières années l’ont malheureusement démontré : il y a des communautés nouvelles si intensément centrées sur elles-mêmes qu’elles ont fini par imploser […] Cela fait partie, à mon sens, des crises de croissance par lesquelles – ne l’oublions pas – les communautés anciennes sont elles aussi passées un jour ». Il incite donc les communautés nouvelles à s'inspirer des communautés « aînées », en particulier les ordres religieux réguliers, afin de se développer durablement.

#### En Afrique et en Amérique du Sud
Sur ces deux continents, le renouveau charismatique est souvent perçu comme une tentative de reprise en main des fidèles par l'Église catholique face à la croissance plus rapide des églises pentecôtistes. Malgré le positionnement souvent prudent et ouvert des responsables charismatiques catholiques, la popularité croissante du renouveau charismatique est souvent perçue comme une contre-attaque des autorités ecclésiales catholiques.
Au Congo, le mouvement ne « se positionne pas contre les Églises de réveil [pentecôtistes, qui] avaient effectivement raison de dénoncer un certain occultisme dans [les] pratiques [de l'Église catholique], comme le fait que ne pouvait tenir la bible et prêcher que le prêtre. Mais, avec le renouveau, [les charismatiques veulent] montrer que le Saint Esprit est également dans l'église catholique ».
Au Brésil, c'est en particulier la figure du père Marcelo Rossi qui est perçue par les médias comme une tentative de l'Église catholique de toucher les fidèles qui seraient tentés par une adhésion à une église pentecôtiste,.

### Renouveau charismatique et œcuménisme
Olivier Landron montre dans son livre Les Communautés nouvelles, nouveaux visages du catholicisme français, paru en 2004, que les relations étaient très cordiales aux débuts entre les charismatiques d'Églises différentes. Par la suite, à la fin des années 1970, les liens se distendirent entre charismatiques protestants et catholiques,. Les raisons en sont principalement :
- la croissance alors plus rapide du nombre de charismatiques catholiques que protestants,
- l'insistance des évêques à maintenir les catholiques charismatiques dans le droit canon, et donc la restriction sur les possibilités de célébration œcuménique, notamment en ce qui concerne la communion et l'hospitalité eucharistique[27],
- de manière générale, l'influence de Rome et du pape, difficilement acceptable par nombre de protestants[28].

## Organisation

### Les groupes de prière
Le renouveau charismatique (catholique ou non, d'ailleurs) se caractérise par la tenue régulière (généralement hebdomadaire) d'assemblées de prière charismatiques. Celles-ci sont distinctes de la célébration liturgique, et, principalement pour cette raison, n'ont jamais lieu le dimanche,.
L'assemblée de prière est le lieu par excellence d'expression des charismes (glossolalie, guérison, prophétie). C'est également sur ce lieu que se cristallisent la plupart des critiques habituellement faites aux charismatiques : excès d'émotivité, manque de discernement, etc.,.
En France, il existe depuis 1988 une fédération des « 1 200 groupes de prière », indépendants des Communautés, regroupés au sein de la Fraternité Pentecôte. Ces groupes de prière étaient encore au nombre de 1800 à la fin des années 90 et sont désormais marqués par un déclin de leurs effectifs et un vieillissement, similaire à celui du reste de l’Église, de leurs membres.

### Les communautés
De nombreuses communautés surgissent, qui cherchent à enraciner l'élan d'un groupe de prière dans le quotidien. Ainsi sont nées, notamment,
- En France : 
  - la Communauté de l'Emmanuel (1972),
  - la Communauté des Béatitudes (1973), autrefois Communauté du Lion de Juda et de l'Agneau Immolé,
  - la Communauté du Chemin Neuf (1973),
  - la Communauté du Puits de Jacob (1974),
  - Fondacio (1974),
  - la Communauté du Pain de Vie (1976), (1976-2015, dissoute)
  - la Communauté Réjouis-toi (1977),
  - la Communauté de la Croix Glorieuse (1979),
  - la Communauté du Verbe de Vie (1986-2023, dissoute),
  - la Famille de Saint-Joseph (1990)
- En Italie, la communauté Sant'Egidio,
- Au Canada, la Famille Marie-Jeunesse,

### Personnalités catholiques du mouvement
- Henri Tisot, imitateur et acteur
- Maurice Caillet, médecin et ex-maçon du 18e degré
- Michael Lonsdale, acteur
- Fabiola de Mora y Aragón, reine des Belges[35],[36] ainsi que Baudouin Ier de Belgique, roi des Belges
- Albert II de Belgique, roi des Belges
- Paola Ruffo di Calabria, reine des Belges
- Raniero Cantalamessa, prêtre capucin et prédicateur de la maison pontificale
- Laurent Fabre, fondateur de la Communauté du Chemin Neuf
- Pierre Goursat, fondateur de la Communauté de l'Emmanuel
- Nicolas Buttet, fondateur d'Eucharistein
- Daniel-Ange, fondateur de la Communauté Jeunesse-Lumière
- Raymond Halter, prêtre marianiste, formateur pour les groupes de prière du renouveau en France et en Afrique
- Gérard Croissant (Frère Éphraïm), fondateur de la Communauté des Béatitudes
- Cyprien et Daphrose Rugamba, fondateurs de la Communauté de l'Emmanuel au Rwanda, serviteurs de Dieu